# Kaspar, der Mensch
Kaspar, der Mensch ist eine von Adolf Glaßbrenner in Hamburg verfasste Komödie. Sie erschien 1850.

## Glaßbrenner und die Politik
Um Glaßbrenners Schaffen richtig einordnen zu können, muss man zuvor einen Blick auf die politischen Umstände seiner Zeit werfen, denn Glaßbrenner war stets ein sehr politischer Mensch. Die erste Hälfte des 19. Jahrhunderts war durch Hungersnöte und Arbeitslosigkeit auf der einen und schlechte Arbeitsbedingungen auf der anderen Seite geprägt. Die Unzufriedenheit der Menschen wuchs und mit ihr auch die Kritik an den absolutistisch herrschenden Oberhäuptern des Landes. Um diesem Missmut Ausdruck zu verleihen, bildeten sich auch auf literarischem Gebiet Oppositionsbewegungen heraus. Federführend war hier die Gruppe Junges Deutschland, zu der zum Beispiel die Schriftsteller Heinrich Heine und Ludwig Börne gehörten. Zu den wichtigsten Forderungen der Zeit gehörten Meinungs- und Redefreiheit sowie Versammlungs- und Pressefreiheit. Dazu kam auch die Forderung nach politischen und wirtschaftlichen Reformen. Diese Revolutionsbewegung mündete in die Märzrevolution von 1848, die jedoch recht schnell niedergeschlagen wurde. Die revolutionären Köpfe dieser Zeit zogen sich daraufhin größtenteils zurück.:238
Glaßbrenner selbst war ein enthusiastischer Anhänger Börnes und kämpfte fast sein ganzes Leben für die Revolution.:237 Viele seiner Texte waren politisch gefärbt und wurden deshalb bereits kurz nach dem Erscheinen verboten. Aufgrund seiner politischen Meinung wurde ihm zeitweilig die Erlaubnis entzogen, nach Berlin einzureisen oder innerhalb seines Heimatlandes als Redakteur tätig zu werden.:232;235 Trotzdem – oder vielleicht gerade deswegen – erlangte er zu Lebzeiten einen sehr hohen Bekanntheitsgrad.:234

## Das Stück

### Der Aufbau
Das Stück Kaspar, der Mensch kann als Lesedrama bezeichnet werden, denn es gleicht viel mehr einem politischen Pamphlet als einem Theaterstück. Regieanweisungen wie „(Eine Pause von einer Stunde.)“:69 zeigen, dass es für die Aufführung auf der Bühne nicht vorgesehen war.
In formaler Hinsicht wird das Stück durch den Prolog und die verschiedenen Akte mit folgenden Figuren unterteilt:
- Prolog
- 1. Akt: Kaspar, der Teufel, der Chor der unsichtbaren Engel, zwölf Verschworene, der Polizeihauptmann
- 2. Akt: Harun al Meyer (Khalif von PiffPaffPuh und König der hässlichen Inseln), Nanuu (Großwesyr), Wees-nich (ein gelehrter Scheich), Füselmatentus (Oberceremonienmeister), Bimbambum (erste Favoritin des Khalifen), Lolla (zweite Favoritin des Khalifen), Jule (dritte Favoritin des Khalifen), Chor der Geheimräte, Chor des Harems, Chor der Steuerreichen
Verwandlung: Kaspar, Jule, Chor der Reformer
Parabase: Teufel
- 3. Akt: Kaspar, Chor der Geheimräte, Harun al Meyer, Füselmatentus, Pimpernella (Ehefrau des Khalifen), Nanuu, Chor des Harems, Karlinëide, Chor der Steuerreichen, Jule
 Verwandlung. Letzte Szene: Pilger, Kaspar, Harun al Meyer, Volk, Teufel, Jule, verschiedene Stimmen

Auffällig sind die Namen, die Glaßbrenner für seine Figuren verwendet. Bis auf wenige Ausnahmen handelt es sich hier um sprechende Namen, durch die die Figuren direkt charakterisiert werden. Ein sehr gutes Beispiel hierfür ist Wees-nich – Berliner Dialekt für „ich weiß nicht“ – für den „gelehrten“ Scheich. Durch die fantastischen Namen wird außerdem der direkte Bezug zu regierenden Fürsten aus der Zeit Glaßbrenners ausgeschlossen. Das Stück gewinnt so an Allgemeingültigkeit.

### Der Prolog
Der Prolog:47–49 von Kaspar, der Mensch kann als ästhetisch-politische Kampfansage gelesen werden. Die Prologstimme, die mit Glaßbrenner gleichzusetzen ist, fordert hier eine Revolution in Dichtung und Staat. Dies wird auf der stilistischen Ebene deutlich gemacht. Hier wird sich absichtlich nicht an die von Aristoteles und Hegel angestrebte Drei Aristotelische Einheiten gehalten. Diese einzuhalten, würde bedeuten, den Mangel an Bürgerrechten in der Gesellschaft zu akzeptieren. Denn ebenso wie die literarisch-ästhetischen Gesetze veränderlich sind, so sind auch die Gesetze in der Gesellschaft nicht unumstößlich.
Von Allem, was das Drama sonst zu fordern

Berechtigt ist, bewill’gen wir ihm kaum

So viel, als von des deutschen Volks Grundrechten

Des deutschen Volks grundrechtliche Beherrscher

Dem deutschen Volk gelassen haben.:48
Es wird darüber hinaus angekündigt, dass das folgende Stück noch unflätiger sein soll als die des Aristophanes, ohne den Anschein zu erwecken, zur literarischen Hochkultur zu gehören. Die Hochkultur im Stück wird durch die Elemente des Faust- und Turandot-Stoffes verkörpert. Im Gegensatz dazu stehen die Elemente des Kasperle-Spiels.
Im Prolog wird also die Absicht des Stückes klargemacht: das Publikum auf die Barrikaden zu rufen und sich so gegen die Gesetze zu wenden, ebenso wie sich Glaßbrenner mit diesem Stück gegen die literarischen Gesetze aufgelehnt hat. „Es ist Revolution und Anarchie / Im Reich der Dichtung ausgebrochen.“:49

### Der 1. Akt
Die Eingangsszene des ersten Aktes:51–68 stellt eine Parodie der Eingangsszene des Faust von Johann Wolfgang von Goethe dar. Der Bezug, der hier zwischen Kaspar und Faust hergestellt wird, wirft die Frage auf, in welchem Verhältnis diese beiden Figuren zueinander stehen. Während die Faustfigur nach Übererkenntnis strebt, stellt sich für Kaspar nur die Frage danach, was die Wissenschaften in der Gesellschaft leisten können. Durch Zeilen wie „[…] Daß die ganze Philosophenzunft / Schindet und martert die gesunde Vernunft; / Daß die Themiserablen Juristen, […] Uns das Unrechte einer alten Welt / Als das Recht der lebendigen aufgestellt […]“:51 wird deutlich, dass in dieser Szene starke Kritik an den Wissenschaften geübt wird. Anstatt Klarheit zu bringen, unterdrückt sie den natürlichen Instinkt der Menschen und ist nur dem eigenen Vorteil, nicht der Wahrheit, verpflichtet.

### Der 2. Akt
Im zweiten Akt:69–86 wird besonders auf das Hofleben eingegangen. Der Akt beginnt mit einer Audienz, die das verschwenderische Leben Harun al Meyers, die Willkürlichkeit seiner Regierung, die mangelnde Intelligenz seiner Beamten und somit auch die Probleme einer absolutistischen Regierungsform im Allgemeinen aufzeigt. Diese Szene bietet mit ihrer Absurdität den besten Hintergrund für das folgende Gespräch zwischen Kaspar und Jule, in dem Kaspars revolutionäre Pläne angekündigt werden.
Die Besonderheit im 2. Akt ist, dass hier im Dialog zwischen Kaspar und Jule direkt verschiedene Kasperletraditionen angesprochen werden: „Kaspar: Sag‘ mir, mia Sposa! / Komm‘ ich aus Italien als Doctor Kasparosa? Jule: Nein, als Deutscher, mürrisch erst, derbe zugegriffen, / Kasparwirtzig, lustig dann, grob und ungeschliffen.“ Dieser Dialog gibt nicht nur eine Charakterisierung der Kasperlefigur im Allgemeinen, sondern auch einen Ausblick auf den dritten Akt.

### Der 3. Akt
Im dritten Akt:87–108 bringt Kaspar allein die Revolution zustande. Er schafft, was das deutsche Volk in der Märzrevolution nicht geschafft hat. Der Akt endet mit der Auffahrt zum Himmel von Teufel und Kaspar. Diese Apotheose wird begleitet von den feierlichen Worten Kaspars, die Mut zur Revolution machen sollen: „Und die nöthige Kraft? Ich will! ... schon genug! Denn Wille / ist Kraft – wohl zu merken!“:107

## Die Figuren

### Kaspar
Kaspar steht in diesem Stück für den radikal-demokratischen, volkstümlichen Reaktionär auf der einen Seite, er verkörpert aber auch die traditionelle Kasperlefigur des Jahrmarkttheaters. Typisch für diese Kasperlefigur ist das starke Schimpfen und die zum Teil brutale Prügelei. Es fällt jedoch auf, dass Kaspar keineswegs – wie zu vermuten wäre – Fäkal- oder Genitalsprache zum Schimpfen verwendet. Er artikuliert sich recht gewählt und schimpft vornehmlich mit Fachvokabular auf politischer Ebene. Kaspar nimmt hier also Abstand von der traditionellen Leiblichkeit seiner Figur.
Der Abstand zur volkstümlichen Kasperletradition wird auch in seinem Verhältnis zu Jule deutlich. Hier ist es nicht die Antipathie, die die Liebesbeziehung zwischen beiden unmöglich macht, sondern Kaspars „Aufgabe“, den absolutistischen Hof zu zersprengen. Zwar liebt er Jule, will sich aber von ihr in der Verwirklichung seines Ziels nicht aufhalten lassen. Die Kasperlefigur zeigt sich hier also sehr zielstrebig und nicht wie in traditioneller Weise.
Trotz aller Veränderungen gibt es doch auch kasperletypische Verhaltensweisen. So gibt es zum Beispiel eine Szene, in der Kaspar das Publikum beschimpft.:83 Auch Situationen, die durch Missverständnisse geprägt sind, sind im Stück zu finden:
„Kaspar: […] Wir, ein Pärchen? Sind wir’s nicht?

Jule: Nein, es fehlt noch Etwas.

Kaspar: Du bist mein und ich bin Dein, ist denn nicht complet Das?

Jule: Einer noch!

Kaspar: Ein Dritter noch? Dass wär‘ kein Duett Das!

Jule: Der uns segnet!“:79

### Der Teufel
Der Teufel verkörpert in diesem Stück eine dem Fortschritt und somit der Revolution feindlich gegenüberstehende Kraft. Als Reaktionär wird er von Kaspar allein schon durch dessen dialektische Sprechweise verhöhnt. Doch genau wie die Kasperlefigur, so ist auch der Teufel zwiegespalten. Als „Höllenfürst“ verkörpert er einerseits einen Diskurs der Macht, andererseits agiert er häufig wie ein typischer Teufel aus der Jahrmarktskasperletradition. Beispiele hierfür sind, dass er versucht, Kasperle mit einem „Hu! Hu! Hu!“ zu erschrecken.:52

### Harun al Meyer
Die Darstellung des Fürsten Harun al Meyer während der Audienz im 2. Akt des Stückes fällt nicht sehr positiv aus. Wie schon in Kapitel 2 angedeutet, steht Harun al Meyer nicht für einen ganz bestimmten Fürsten des 19. Jahrhunderts. Stellvertretend für alle absolutistischen Herrscher wird er hier als faul und verblödet dargestellt. Dies wird zum Beispiel direkt zum Beginn des zweiten Aktes deutlich, als Harun al Meyer während einer Audienz schlafend von seinem Thron fällt.:71 f

## Bedeutung des Stücks
Adolf Glaßbrenner hielt Kaspar, der Mensch für sein gelungenstes Stück.:45 In dieser Komödie zeigt sich Glaßbrenner radikal-demokratischer denn je und wächst somit über seine bisherigen Schriften hinaus. Er manifestiert in diesem Stück seinen Ärger über das Scheitern der Märzrevolution. Dieser Höhepunkt seiner Schaffenszeit ist jedoch gefolgt von einer Phase der Resignation. Dafür spricht auch, dass der geplante zweite Teil der Komödie von Glaßbrenner nie veröffentlicht wurde.:256
Glaßbrenner publizierte bis zu seinem Tode nur noch wenige Titel mit politischen Inhalten und beschränkte sich häufig auf Humoreskes ohne politischen Hintergrund.:235 f